# Piotr Wysocki

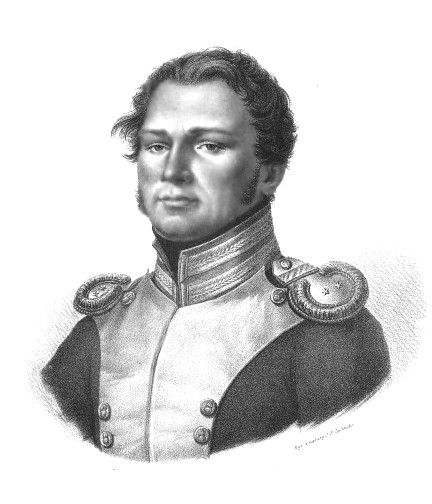
Piotr Wysocki.

Piotr Wysocki, född 10 september 1799 i Warka, död där 6 januari 1875, var en polsk militär. 
Wysocki stiftade som underlöjtnant i Warszawa 1828 en hemlig förening till Polens befriande. Dennas medlemmar överföll på aftonen den 29 november 1830 storfurst Konstantin i Belwederpalatset i Warszawa, vilket medförde revolutionens utbrott. 
Wysocki deltog som adjutant hos överbefälhavaren furst Michał Gedeon Radziwiłł bland annat i slaget vid Grochów, medföljde general Józef Dwernicki på hans tåg till Volynien och måste med honom gå över österrikiska gränsen, men lyckades undkomma till Warszawa och befordrades till överste. 
Då ryssarna den 6 september 1831 stormade Warszawas första försvarslinje, föll Wysocki sårad i deras händer och skickades därefter till Sibirien, där han för ett flyktförsök fick undergå svårt spöstraff. Han fick senare straffet lindrat till internering och erhöll 1857 omsider tillstånd att återvända till Polen.